# Enrico Ceccato (rugbista 24 luglio 1986)
Enrico Ceccato (Treviso, 24 luglio 1986) è un dirigente sportivo ed ex rugbista a 15 italiano, in carriera attivo nel ruolo di tallonatore e, successivamente, team manager del Benetton.

## Biografia
Proveniente dal Rugby Paese in cui si formò rugbisticamente, fu ingaggiato dal Benetton Treviso con cui esordì in campionato nel 2006.
A livello internazionale ha disputato il campionato del mondo giovanile 2005 in Sudafrica, il Sei Nazioni U-21 e vanta presenze anche in Nazionale A.
Con la compagine di Treviso vanta inoltre tre scudetti e, dal 2010 al 2014, militò con essa in Pro12.
Smessa l'attività nel 2014 è passato alla dirigenza ed è il team manager della prima squadra del Benetton in Pro14.

## Palmarès
- Campionati italiani: 4
Benetton Treviso: 2006-07, 2008-09, 2009-10
Mogliano: 2012-13
- Coppe Italia: 1
Benetton Treviso: 2009-10
- Supercoppe d'Italia: 2
Benetton Treviso: 2006, 2009